# 류비자 란코비치
류비자 란코비치(1973년 12월 10일 ~ )는 세르비아 국적의 전직 축구 선수로, 현재 아랍에미리트의 알다프라 FC에서 코치를 맡고 있다. K리그 등록명은 란코비치였다.

## 클럽 경력
1995년 10월 일화 천마에 그 해 챔피언 결정전을 앞두고 입단하여 좋은 활약을 하였으나 1996년 부진한 모습을 보여 방출되었다.

## 기타
파르티잔 코치로 재직하던 2012년 일화에서 같이 뛰었던 성남 신태용 감독에게 요반치치를 추천하여 요반치치 선수가 입단하였지만 큰 활약을 벌이지 못하였다.